# Das ewige Spiel
Das ewige Spiel ist ein Spielfilm von František Čáp aus dem Jahr 1951.

## Inhalt
Marie Campenhausen fühlt sich von ihrem Mann Ulrich, der ständig auf Geschäftsreisen ist, vernachlässigt und hat daher schon längere Zeit eine Affäre mit dem Architekten Werner Donatus. Als sie mit Werner auf eine gemeinsame Auslandsreise gehen will, kommt plötzlich Ulrich unerwartet von einer Geschäftsreise heim und vermutet im kurz darauf erscheinenden Werner einen Nebenbuhler. Das Gespräch der Männer, das Marie als Arbeitsbesprechungszusammenkunft darzustellen versucht, verläuft eisig. Ulrich sagt durch die Blume, dass er von dem Verhältnis weiß, kann Marie nach dem Gehen Werners aber keine Liebe zeigen, und flieht hinaus in den Winter Regensburgs. An einer Straßenecke, die wie durch Zauberhand zur Sackgasse wird, trifft sie auf eine alte Frau, die ihr in einer Glasscherbe drei Versionen ihres Schicksals zeigt.
Version 1 – Die Glockengießerlegende um 1500
Marie ist mit dem angesehenen Glockengießer Werner Donatus verheiratet. Er soll in den nächsten Tagen die große Glocke für den Regensburger Dom gießen und gibt sich den Vorbereitungen dafür hin. Marie hingegen tut ähnliches mit dem Ratsherrn Ulrich Campenhausen, der sich des Nachts in ihr Zimmer zu schleichen pflegt, weiß er doch den Hausherrn bei der Glockengießerarbeit. Die abergläubische Bevölkerung, die von Zeit zu Zeit einen Mann mit purpurroter Kleidung im Haus des Werner Donatus verschwinden sieht, glaubt an eine Verbindung Maries mit dem Teufel. Werner Donatus kommt hinter das Verhältnis der beiden und tötet Ulrich in der Nacht, in der Ulrich dem Glockengießen beiwohnen will. Den Leichnam verbrennt Werner in der glühenden Glockenspeise. Das Volk jedoch glaubt an eine Verzauberung Ulrichs durch Marie, die schließlich als Hexe verbrannt wird.
Version 2 – Kruzifix-Legende 1661
Marie ist die Tochter einer reichen Patrizierin und soll nach dem Willen der Mutter den ebenso reichen Kaufmann Ulrich Campenhausen ehelichen. Ihr Herz gehört jedoch dem Bildhauer Werner Donatus, dem sie für eine Heiligenfigur Modell stand. Als ihre Mutter Marie den Umgang mit Werner verbietet, erscheint der betrunken zur Einweihung der Heiligenfigur im Dom. Die öffentliche Schande kann auch Marie nicht übersehen. Auf Druck ihrer Familie verlobt sie sich mit Ulrich. Werner verkommt immer mehr, bis ihn eines Tages sein alter Lehrer Martin betrunken auf der Straße liegend findet. Er versucht, seinem Schützling wieder Lebensmut zu geben, indem er bei ihm einen angeblich an ihn selbst gerichteten Auftrag weitergibt, für das Mittelschiff des Domes eine Figur des Jesus am Kreuz zu schaffen. Über der Arbeit, die in Wirklichkeit keinem Auftrag entsprungen ist, erkrankt Werner schwer. Marie erfährt von seinem Zustand und verlässt Verlobten und Familie, um ihn gesund zu pflegen. Doch die Medikamente sind teuer und das Geld nur durch ein Darlehen bei Ulrich zu erhalten. Das Pfand ist sie selbst und so willigt sie in ihrer Not in eine erneute Verlobung ein. Mit den lebensrettenden Medikamenten eilt sie zu Werner zurück, den sie jedoch nur noch tot auffindet.
Version 3 – Duell-Legende 1850
Marie ist eine einfache Wäscherin, das schon seit längerer Zeit vom Premier-Leutnant Werner von Donatus verfolgt wird. Immer schreckhafter wird Marie, bis sie sich eines Tages vor ihm in eine Kirche flüchtet und dort in ihrer Panik den Glockenturm ersteigt. Oben geht es nicht weiter, doch der, der ihr bis hierhin gefolgt ist, ist nicht Werner, sondern der Rittmeister Ulrich Graf Campenhausen, der ihr seine Liebe gesteht und sie bittet, seine Frau zu werden. Sie willigt ein, wird von seiner Familie und seinen Angestellten zuerst jedoch misstrauisch empfangen, muss Ulrich doch wegen seiner Heirat den Dienst als Offizier quittieren und auf das Majorat verzichten. Doch schon bald schafft es Marie, mit ihrer Art die Herzen der Familie zu erobern. Werner von Donatus jedoch kann seinen Misserfolg nicht verwinden und so folgt auf eine abfällige Bemerkung über Marie prompt Ulrichs Aufforderung zum Duell. Ulrich wird dabei getötet. Marie, die zu den Männern aufs Feld gelaufen kam, verfällt nach der Tat dem Wahnsinn.
Sie wird älter und am Ende zu jener alten Frau, die der „heutigen“ Marie das Schicksal der Generationen vor ihr gezeigt hat. Marie kehrt nach Hause zurück und weiß nun, dass sie ihre Liebe nur noch Ulrich schenken wird.

## Produktion
Als Filmstudio diente das Bavaria-Atelier München-Geiselgasteig. Die Außendrehs und Teile der Innendrehs fanden bis Februar 1951 in Regensburg statt. „Daß […] ein großer Spielfilm, der seine Handlung in drei verschiedene Jahrhunderte verlegt, für seine historischen Szenen in einer einzigen Stadt alles findet, was er dazu an Gebäuden, Gassen und Innenräumen braucht, ist wohl einmalig in der deutschen Filmgeschichte“, so die Kritik. Szenen der Glockengießer-Legende wurden im Regensburger Reichssaal aufgenommen, darunter die Szene, in der Ratsherr Ulrich Campenhausen den Guss einer neuen Domglocke in Auftrag gibt. In den gotischen Gewölben des Rathauses wurde zudem eine „in allen Einzelheiten echte und naturgetreue Glockengießerei aufgebaut“, in der weitere Szenen entstanden. Ebenfalls in den Rathausgewölben entstanden Gasthausszenen der Kruzifix-Legende. Ein weiterer Drehort war der Regensburger Dom, in dem Teile der Kruzifix-Legende gedreht wurden. Die Hexenverbrennung (Glockengießerlegende) wurde vor dem Westportal des Doms gedreht, während eine Schlittenfahrt im Schnee auf der Baumhackergasse in Regensburg entstand. Der Schnee wurde dabei extra per Lastwagen angefahren. Einzelszenen wurden zudem in Ramspau gedreht. Die im Film zu hörenden Orgel-Aufnahmen entstanden im Passauer Dom. Am Beispiel des Films werde „deutlich, welch atmosphärische Bedeutung die Kulisse auch im Film hat, denn die starke Wirkung dieses Streifens ist nicht zuletzt darin begründet, daß er das Atelier gemieden hat, wo es nur irgend ging.“
Als Komparsen traten Einwohner von Regensburg auf; insgesamt wirkten rund 2000 Personen am Film mit. Während der Prozession (Kruzifix-Legende) begleiteten die echten Seminaristen des Doms die Statue; als Wirt in den Gasthausszenen sprang der Verkehrsdirektor von Regensburg ein, als der eigentliche Darsteller nicht am Set erschien.
Die Uraufführung fand am 22. März 1951 in den Regensburger Kammer-Lichtspielen und im Bavaria-Filmtheater statt.

## Kritik
Die zeitgenössische Kritik nannte Das ewige Spiel einen „beglückende[n], verheißungsvolle[n] Auftakt für eine bessere Filmkunst“. „Wenn man den Streifen gesehen hat, glaubt man wieder an einen noch nicht gebrochenen Mut deutscher Produzenten und an die Kraft der deutschen Filmleute schlechthin, sich aus der abgleitenden Bahn zu befreien und dort wieder anzuknüpfen, wo der letzte Markstein des deutschen Films stand“, so ein Kritiker in der Mittelbayerischen Zeitung. „[M]an vermerkt es mit ehrlicher Genugtuung, daß hier ein Film es versucht, mit Ernst und Haltung für den Bestand der Ehe einzutreten“, schrieb ein Kritiker 1951. „Der Film ist ein außergewöhnliches und überaus erfreuliches Ereignis im heutigen deutschen Filmschaffen.“
Das Lexikon des Internationalen Films bewertete Das ewige Spiel als „optisch anspruchsvolles, aber verquastes Schicksalsdrama.“